# Vestria diademata
Vestria diademata är en insektsart som först beskrevs av Henri Saussure och Francois Jules Pictet de la Rive 1898.  Vestria diademata ingår i släktet Vestria och familjen vårtbitare. Inga underarter finns listade i Catalogue of Life.